# NGC 201
NGC 201 è una galassia a spirale intermedia situata nella costellazione della Balena e distante circa 194 milioni di anni luce dal sistema solare.

## Scoperta
NGC 201 è stata scoperta il 28 dicembre 1790 dall'astronomo britannico di origine tedesca William Herschel.

## Gruppo di NGC 192
NGC 201 fa parte del Gruppo di NGC 192, un raggruppamento che contiene almeno altre 5 galassie: NGC 173, NGC 192, NGC 196, NGC 197 e NGC 237.
Quattro delle galassie di questo gruppo (NGC 192, NGC 196, NGC 197 e NGC 201) sono incluse anche nella raccolta Hickson Compact Group (HGC), dove sono registrate con il numero HCG 7.